# Vyacheslav Yaikov

Vyacheslav Viktorovich Yaikov (en ruso: Вячесла́в Ви́кторович Я́иков), también conocido como El Estrangulador de Kopeysk (en ruso: Копейский душитель), es un asesino en serie y violador ruso nacido en Kirguistán. Cometió seis asesinatos por motivos sexuales entre 2002 y 2003. El Tribunal Regional de Cheliábinsk encontró a Yaikov culpable y lo condenó a tratamiento obligatorio.

## Biografía
Yaikov nació en Kirguistán y fue diagnosticado con discapacidad intelectual en su infancia. En 2002, se involucró en el contrabando de drogas, pero, debido a su enfermedad mental, fue liberado de la responsabilidad penal con una remisión a tratamiento obligatorio. Después de su liberación, se estableció como obrero.
En octubre de 2002, cerca de una estación de servicio, cometió su primer asesinato; estranguló a una mujer. El 1 de mayo de 2003, en una cooperativa de garajes, mató a otra chica, seguido de otro asesinato solo tres semanas después. El examen forense reveló que las tres víctimas en ese momento estaban en estado de embriaguez. Más tarde se descubrió que una de las víctimas había aceptado beber alcohol con el asesino. Yaikov golpeaba a sus víctimas con golpes en la cara, luego arrastraba a las mujeres hacia los arbustos donde las violaba y estrangulaba hasta matarlas. (Supuestamente, las violaba después del asesinato). En la noche del 25 de mayo, en el territorio de un jardín de infantes, violó y mató a dos estudiantes de secundaria. Posteriormente, el asesino dijo que quería conocer a las chicas, pero cuando se negaron, las atacó. Más tarde se descubrió que los lugareños escucharon gritos por la noche, pero no llamaron a la policía, asumiendo que los estudiantes simplemente estaban celebrando su graduación. Después del asesinato de las estudiantes en la ciudad, la gente comenzó a preocuparse por los asesinatos en su localidad.
El 18 de septiembre, Yaikov mató a otra chica. Los residentes locales, al escuchar los gritos de la víctima, llamaron a la policía. Ese mismo día, el asesino fue detenido. Se estaba escondiendo en un árbol cerca de la escena del crimen, donde lo encontraron los agentes. Yaikov confesó de inmediato todos los asesinatos, detallando cada crimen. Además, su participación en crímenes anteriores quedó demostrada por los resultados de los exámenes. Sin embargo, su defensa exigió excluir el testimonio de Yaikov del caso, insistiendo en presentar la defensa por demencia.

### Juicio
En julio de 2004, se emitió una opinión de expertos, según la cual Yaikov "representa un peligro especial para la sociedad y, por lo tanto, requiere tratamiento obligatorio en un hospital psiquiátrico de tipo especializado con supervisión intensiva". En febrero de 2005, el Tribunal Regional de Chelyabinsk decidió enviar a Yaikov a tratamiento obligatorio, seguido de un examen psiquiátrico que determinaría si el acusado estaba en su sano juicio en el momento de los crímenes. Sin embargo, la instancia de casación del Tribunal Supremo revocó esta decisión. A principios de 2007, debido a la investigación prolongada, se venció el plazo de la legislación de procedimiento penal para mantener al acusado en prisión. Yaikov fue liberado bajo una declaración de no abandonar el lugar.
En el mismo año, como parte de medidas de investigación, con el permiso de la fiscalía, fue enviado al Centro Serbsky en Moscú. Los expertos encontraron que Yaikov "representa un peligro especial para la sociedad y necesita tratamiento obligatorio", pero no respondieron si Yaikov estaba insano en el momento de los delitos o si su trastorno psiquiátrico se desarrolló más tarde. Un año después, Yaikov estaba recibiendo tratamiento antes de someterse a una segunda evaluación en el Centro Serbsky. Los expertos llegaron a la conclusión de que en el momento de los delitos, Yaikov estaba insano. El 11 de septiembre de 2008, el Tribunal Regional de Chelyabinsk declaró a Yaikov insano y lo envió a tratamiento obligatorio en un hospital psiquiátrico con supervisión intensiva.